# Peru Future Series 2023
Die Peru Future Series 2023 im Badminton fand vom 14. bis zum 18. Juni 2023 in Lima statt. Es war die achte Austragung der Veranstaltung.

## Sieger und Platzierte
| Disziplin    | Gold                                | Silber                                         | Bronze                                           |
| ------------ | ----------------------------------- | ---------------------------------------------- | ------------------------------------------------ |
| Herreneinzel | Muhammad Sultan Nurhabibu Mayang    | Muhammad Halim As Sidiq                        | Mark Shelley Alcala                              |
| Herreneinzel | Muhammad Sultan Nurhabibu Mayang    | Muhammad Halim As Sidiq                        | Justin Ma                                        |
| Dameneinzel  | Inés Castillo                       | Fernanda Saponara Rivva                        | Haramara Gaitan                                  |
| Dameneinzel  | Inés Castillo                       | Fernanda Saponara Rivva                        | Sabrina Solis                                    |
| Herrendoppel | Koon Fung Kelvin Ho Samuel Ricketts | Daniel La Torre Diego Subauste                 | José Guevara Diego Mini                          |
| Herrendoppel | Koon Fung Kelvin Ho Samuel Ricketts | Daniel La Torre Diego Subauste                 | Luis Pongratz Kjell Wagener                      |
| Damendoppel  | Inés Castillo Paula La Torre        | Fernanda Munar Solimano Rafaela Munar Solimano | Fatima Beatriz Centeno Fuentes Daniela Hernandez |
| Damendoppel  | Inés Castillo Paula La Torre        | Fernanda Munar Solimano Rafaela Munar Solimano | Sofia Junco Carla Valdivia                       |
| Mixed        | Diego Mini Paula La Torre           | José Guevara Inés Castillo                     | Samuel Ricketts Tahlia Richardson                |
| Mixed        | Diego Mini Paula La Torre           | José Guevara Inés Castillo                     | Sharum Durand Cardenas Namie Miyahira Tsukazan   |